# Олейников, Николай Макарович
Никола́й Мака́рович Оле́йников (23 июля [4 августа] 1898, станица Каменская — 24 ноября 1937, Ленинград) — русский советский писатель, поэт, сценарист. Был редактором журналов «ЁЖ» (1928—1929), «Чиж» (1934, 1937) и др. Псевдонимы — Макар Свирепый, Николай Макаров, Сергей Кравцов, Н. Техноруков, Мавзолеев-Каменский и Пётр Близорукий.

## Биография
Родился в станице Каменской (сейчас город Каменск-Шахтинский Ростовской области) в семье зажиточного казака. Окончил 4 класса окружного мужского училища, затем учился в реальном, в 1916 году поступил в Каменскую учительскую семинарию. Участвовал в Гражданской войне, в марте 1918 года записавшись добровольцем в Красную армию.
В 2015 году стал известен документ, согласно которому Олейников заявлял, что во время войны убил своего отца (которого сын с детства и на всю жизнь возненавидел за крайне жестокое обращение и который выдал его белым как красноармейца). Биографы писателя за неимением иных документальных подтверждений подвергают достоверность этого факта сомнению, находя возможные причины для именно такого искажения непроверяемых деталей собственной биографии в характере Олейникова и идеологической конъюнктуре 1920-х годов.
В 1920 году вступил в РКП(б). Работал в каменской газете «Красный казак». Переехав в город Бахмут, стал ответственным секретарём газеты «Всероссийская кочегарка». Познакомившись с приехавшими из Петрограда писателями Михаилом Слонимским и Евгением Шварцем, совместно с ними в 1923 году организовал издание литературно-художественного приложения к газете — журнал «Забой» (первый номер вышел в сентябре 1923 года).
В 1925 году работал в ростовской газете «Молот» заведующим отделом «Партийная жизнь».
В 1925 году, уже будучи опытным редактором, Олейников получил от ЦК ВКП(б) назначение в Ленинград, в газету «Ленинградская правда». Работал в редакции детского журнала «Новый Робинзон», созданного Самуилом Маршаком.
В 1926—1928 годах сотрудничал с ленинградскими и московскими журналами, занимался организацией детского радиовещания. В 1928 году Олейников стал редактором нового «Ежемесячного журнала» для детей («ЁЖ»), в котором регулярно публиковались Корней Чуковский, Борис Житков, Виталий Бианки, Михаил Пришвин, Евгений Шварц, а также поэты группы «ОБЭРИУ» (Даниил Хармс, Александр Введенский, Николай Заболоцкий), к которой примкнул и сам Олейников. Свои произведения в журнале «ЁЖ» он чаще всего публиковал под псевдонимом «Макар Свирепый». В октябре 1934 года три стихотворения Николая Олейникова были опубликованы в журнале «Тридцать дней».
С начала 1937 года Олейников возглавлял издание детского журнала «Сверчок».

## Арест и казнь
Арестован в Ленинграде 3 июля 1937 года. Обвинён в контрреволюционной деятельности и участии в троцкистской организации. Постановлением «двойки» (комиссии НКВД и Прокуратуры СССР) от 19 ноября 1937 года заочно приговорён к расстрелу. Казнён 24 ноября 1937 года. Захоронен на Левашовской пустоши. Жена Олейникова — Лариса Олейникова была принудительно выселена из Ленинграда.
2 октября 1956 года вдове Олейникова было выдано фальшивое свидетельство о смерти её мужа. Из него явствовало, что Николай Олейников умер 5 мая 1942 года от возвратного тифа, место смерти не было указано вовсе.
13 сентября 1957 года Олейников был реабилитирован посмертно.

## Творчество
Олейниковым была создана сложная самобытная поэтика, за внешним примитивизмом которой крылась тонкая и подчас провокативная ирония относительно советского официоза и изысканная пародия не только на поэтов-графоманов, но и на Александра Пушкина и на своего товарища по ОБЭРИУ Николая Заболоцкого.
Литературная деятельность Олейникова включает также инсценировки для детского театра, либретто оперы «Карась» для Д. Д. Шостаковича, сценарии (совместно с Евгением Шварцем) фильмов «Разбудите Леночку» (1934), «Леночка и виноград» (1935).
Через 60 лет после его смерти, в 1997 году, харьковский композитор и режиссёр Алексей Коломийцев написал рок-оперу «Вивисекция» по мотивам его стихотворений-притч о маленьких животных.

## Адреса в Ленинграде
- 1927 — 1929 года — бывший доходный дом Черепенникова — проспект Володарского, 12[25].
- 1934 — 03.07.1937 года — дом Придворного конюшенного ведомства («писательская надстройка») — Набережная канала Грибоедова, 9.

## Издания
- 1926 — «Первый совет»
- 1927 — «Боевые дни»
- 1928 — «Танки и санки»
- 1934 — Стихи // «Тридцать дней», № 10
- 1966 — «Два стихотворения» («Таракан», «Перемена фамилии») // альманах «День поэзии», Ленинград
- 1969 — Стихи // «Вопросы литературы», № 3; 1970, № 7
- 1975 — «Стихотворения», Бремен
- 1982 — «Иронические стихи», New York
- 1988 — «Перемена фамилии»
- 1990 — «Пучина страстей»
- 1990 — «Я муху безумно любил»
- 1991 — «Боевые дни»
- 2000 — «Стихотворения и поэмы»
- 2004 — «Вулкан и Венера»
- 2008 — «Кружок умных ребят»
- 2015 — «Число неизреченного»[26]

## Творчество

### Сценарии
- 1934 — Разбудите Леночку (в соавторстве с Евгением Шварцем)
- 1936 — На отдыхе (в соавторстве с Евгением Шварцем)
- 1936 — Леночка и виноград (в соавторстве с Евгением Шварцем)

### Спектакли
- 1997 год. Рок-опера Алексея Коломийцева «Вивисекция» по мотивам стихотворений Николая Олейникова.